# Paracetamol
A paracetamol (INN) (más néven acetaminofen) para-aminofenol származék. A szó a vegyület egyik nevének rövidítése: para-acetil-amino-fenol.
A paracetamol a fenacetin aktív metabolitja, az egyik legnépszerűbb fájdalomcsillapító. Csökkenti a mérsékelt fájdalmat és a lázat, viszont a szalicilátokkal (például Aspirin) és ibuprofénnel ellentétben gyulladásgátló hatása nincs, mivel a perifériás prosztaglandin-szintézist csak kismértékben gátolja.
A paracetamol kombinálható más fájdalomcsillapító szerekkel: NSAID-ekkel, opioid analgetikumokkal, ahol ezeknek a vegyületeknek a kisebb dózisa is elengedő a hatás kiváltásához, miáltal a mellékhatások ritkábban alakulnak ki. Ez annál is inkább kívánatos, mert alapvetően olyan fájdalomcsillapítóval állunk szemben, melynek esetében a magában hatásos adag nagyon közel áll a súlyos, hepatotoxikus továbbá nefropathiát előidéző mennyiséghez.  
A VIII. Magyar Gyógyszerkönyvben paracetamolum    néven hivatalos.  

## Mellékhatások
Az ajánlott dózisban, korlátozott ideig biztonsággal alkalmazható. Mint minden gyógyszer, a paracetamol is okozhat mellékhatásokat, ezek azonban nem jelentkeznek mindenkinél. A leggyakrabban alkalmazott, 500 mg paracetamol tartalmú tabletták hivatalos betegtájékoztatói az alábbi mellékhatásokra hívják fel a figyelmet:
Mellékhatások, melyek súlyos következményekkel is járhatnak:
- angioödéma, a bőr mélyebb rétegeinek hirtelen kialakuló duzzanatával, érintheti a torkot, a szemhéjakat, ajkakat és a nemi szerveket is (nem ismert gyakoriságú)
- anafilaxiás sokk; hirtelen vérnyomás-csökkenéssel és légzészavarokkal járó életveszélyes allergiás reakció (nem ismert gyakoriságú)
- allergiás eredetű szívkoszorúér görcs (Kounis-szindróma) (nem ismert gyakoriságú)
- a bőr felszíni rétegének leválásával járó nyálkahártya-hólyagosodás (toxikus epidermális nekrolízis), a szájüreg, a szem és a hüvely nyálkahártyáján jelentkező hólyagos elváltozások, valamint foltos kiütéses bőrterületek (Stevens-Johnson-tünetegyüttes); ún. fix gyógyszerkiütés (mindig ugyanazon a helyen jelentkező vörös, kerek folt), a bőr gennyes felhólyagosodása (pusztulózis) (nagyon ritka gyakoriságú mellékhatás).

Ritka mellékhatások (1000-ből legfeljebb 1 beteget érinthet):
- gyomortáji fájdalom, hányinger, hányás

Nagyon ritka mellékhatások (10 000-ből legfeljebb 1 beteget érinthet):
- asztma
- orrnyálkahártya-duzzanat
- vérképzőszervi rendellenességek, pl. vérlemezkeszám-, fehérvérsejtszám-csökkenés,
- bőrpír, csalánkiütés, bőrkiütés
- sárgaság

Nem ismert gyakoriságú mellékhatások (a gyakoriság a rendelkezésre álló adatok alapján nem állapítható meg):
- túlérzékenységi reakciók (bőrvörösség, bőrkiütés, viszketés, nyálkahártya tünetek)
- hörgőgörcs
- fehérvérsejtek számának jelentős csökkenése (agranulocitózis), a vér oxigénszállító képességének csökkenése (methemoglobinémia)
- nagy adagban, főleg tartós alkalmazás során a májra, (vesére is) mérgező, igen nagy adagokban halálos májkárosodást (visszafordíthatatlan májszövetpusztulást) okozhat. A „nagy adag” fogalma megtévesztő, ugyanis a napi maximálisnak számító 3000 mg háromszorosa két-három napon át szedve életveszélyes! A hepatocellularis necrosis korai tünetei: sápadtság, étvágytalanság, hányinger, hányás, fokozott izzadás, általános gyengeség, hasi fájdalom. Alkohol fogyasztása mellett a májkárosító hatás még kifejezettebb.
- sejtpusztulással járó (citolitikus) májgyulladás, ami akut májkárosodáshoz vezet.

- Kutyák, macskák, társállatok számára paracetamol tartalmú készítmények adása szigorúan tilos.

## Túladagolás
Terápiás dózisban (egyszeri maximális dózis: 1000 mg, napi maximális dózis: 3000 mg) való alkalmazása során kevés mellékhatás lép fel, de 2–3-szor ekkora adag esetén súlyos májkárosodás alakul ki.
Paracetamol mérgezés: májkárosító dózis gyerekek esetén 150 mg/tkg, míg felnőtteknél 5–7 g. 10 g paracetamol bevétele már halálos lehet.
Májkárosodás oka: Normál esetben a paracetamol használata során glutation, esetenként szulfatáció révén kerül a hatóanyag filtrációra. Túladagolás esetén ez előtt a raktárak elfogynak. A maradék paracetamolból oxidázok hatására toxikus N-acetil-para-benzokinon-iminné (NABQI) keletkezik, amely felhalmozódik, a májsejt fehérjék szulfhidril csoportjaival lép reakcióba, és a májsejtek pusztulását okozza.
Mérgezés kezdeti tünetei: hányinger, hányás, étvágytalanság, izzadás. 2–4 nap eltelte után emelkedik a májenzim (különösen ALAT/ASAT (GOT/GPT helyett) és bilirubin szint (májkárosodás tünetei). 3–5 nap után jobb oldali hasi nyomásérzékenység, sárgaság, enkefalopátia jelentkezik, melyek mind a fulmináns hepatitis jelei, és 7–8 nappal később pedig májkóma, hepatorenális szindróma és végül halál lép fel.

Ha a mérgezést időben felismerik (12 órán belül) megelőzhető a májkárosodás pl. a glutation képződés fokozásával. Ezt acetil-cisztein orális vagy intravénás alkalmazásával érhető el. Másik megelőzési módszer, hogy a konjugációt serkentjük metioninnal vagy ciszteinnel.

## Hatása
A paracetamol elsősorban központi idegrendszeri ciklooxigenáz-gátló hatása következtében csökkenti a lázat, fejfájást, illetve kisebb fájdalmak esetén csillapítja a megfázás során kialakuló izom és végtagfájdalmat és a torokfájást.
A paracetamol a hypotalamikus hőszabályzó központra – ami értágítás és izzadás révén növeli a test hőleadását – kifejtett közvetlen hatással csökkenti a lázat. Gátolja az endogén pirogének hatását a hőszabályzó központra (a hipotalamuszra). Metamizol, ibuprofen szintű hatása nincs. Ízületi fájdalmakra magában hatástalan.
A paracetamol gátolja a prosztaglandin szintézist a központi idegrendszerben, de a perifériás gátlása minimális, mégis hatékony fájdalom- és lázcsillapító, ami azzal magyarázható, hogy a ciklooxigenázt a központi idegrendszerben erősebben gátolja, mint a periférián. Analgetikus hatásához a perifériás bradykinin-érzékeny fájdalomérző receptorok blokkolása is hozzátartozik.
Sok nem szteroid gyulladáscsökkentő analgetikummal szemben a paracetamol hatása gyenge, de nem okoz fekélyt az emésztőrendszerben, és nincs hatása a vérlemezke-aggregációra vagy a vérzési időre.

## Készítmények
Paracetamol-tartalmú készítmények recept nélkül is kaphatók. A paracetamol számos megfázás, influenza, fejfájás, ízületi és izomfájdalom elleni gyógyszer alkotórésze. Ez komoly kumulatív jellegű, szubklinikai hepatotoxicitás rémével fenyeget. Magyarországon a következő készítmények vannak forgalomban (az aktuális lista változhat): 
- ANDREWS ANSWER
- APC-AC
- BEN-U-RON
- BERES FEBRILIN
- BERES TRINELL PRO
- COLDREX
- DOLIPRANE
- EFFERALGAN
- FERVEX
- GRIPPOSTAD
- MEXALEN
- MIRALGIN
- NEO CITRAN
- NO-SPALGIN
- NOVOPYRIN
- PANADOL
- PARACETAMOL BP
- PARACETAMOLUM
- PARAMAX RAPID
- PARCODIN
- PERFALGAN
- RHINOVAL
- RUBOPHEN
- SARIDON
- SCUTAMIL-C
- SOLPADEINE
- TABLETTA ANTIDOLORICA FONO VII
- TALVOSILEN
- VICETAMOL
- WICK
- ZALDIAR